# Kamrup Metropolitan (distrikt)
Kamrup Metropolitan (assamesisk: কামৰূপ মহানগৰ জিলা) er et distrikt i den indiske delstat Assam. Distriktets hovedstad er Guwahati. 

## Demografi
Ved folketællingen i 2011 var der 1,260,419 indbyggere i distriktet, mod 1,059,578 i 2001. Den urbane befolkningen udgør 82,90 % af befolkningen.
Børn i alderen 0 til 6 år udgjorde 9,56 % i 2011 mod 11,80 % i 2001. Antallet af piger i den alder per tusinde drenge er 994 i 2011 mod 943 i 2001.